# Villazala
Villazala is een gemeente in de Spaanse provincie León in de regio Castilië en León met een oppervlakte van 45 km². Villazala telt 726 inwoners (1 januari 2016).